# José Hernández Ardieta
José Hernández Ardieta (1838 - 1912) fue un sacerdote, profesor, científico, librepensador, traductor y escritor anticlerical de la Región de Murcia (España).

## Infancia y juventud
Nace en 1838 en el paraje de Las Moreras en la pedanía de Roldán, del municipio de Torre Pacheco que había sido creado dos años antes. Hijo de una familia propietaria de varias fincas agrícolas y con varios sacerdotes en la misma. Tras sus estudios en el instituto entra en el Seminario Mayor de San Fulgencio de Murcia a petición de su madre donde destaca como un alumno muy interesado en los temas científicos y que obtiene buenas calificaciones. Continuó sus estudios en Valencia graduándose en Derecho canónico y convirtiéndose en profesor de Física y Química. Cabe destacar que su primera lección magistral, con la que inauguraba el curso de 1863-64, se tituló Tiempo y espacio (Tempus et spatium, ya que la dictó en latín), pero fue básicamente de tipo científico sin proporcionar ninguna referencia del pensamiento escolástico sobre el tema.

## Librepensamiento y masonería
Se trasladó a Madrid para continuar los estudios de Derecho en los que se licenció, también estudió Medicina. En la capital entró en contacto con los ambientes del liberalismo, del pensamiento radical, revolucionario y republicano encontrando un soporte a sus ideas críticas con la religión católica. A partir de ese momento desarrolló un discurso anticlerical y se hizo miembro de la masonería, dentro de la logia Vigilancia.
Cuando se produjo la revolución de 1868 se encontraba en su casa en Las Moreras de Roldán y al poco se marchó a La Unión donde fundó un instituto de enseñanza secundaria, en el marco de la recién promulgada libertad de enseñanza. Su finalidad era promover la instrucción pública durante el sexenio democrático en este pueblo minero frente a las instituciones tradicionales de la iglesia. En 1869 el obispo Francisco Landeira le retira las licencias clericales tras una entrevista celebrada en La Unión, aunque sigue conservando su condición sacerdotal.
Se trasladó a vivir a Torrevieja donde conoció a Encarnación con la que se casó en 1870, tras la promulgación de la ley del matrimonio civil, con ella tuvo dos hijos. Mientras residía en esta ciudad se formó el Cantón de Cartagena y esta ciudad decidió escindirse de Alicante y formar parte del mismo, por ello Antonete Gálvez llegó a Torrevieja en la fragata Numancia y Hernández Ardieta embarca con él hacia la ciudad cantonal. Ante el fracaso cantonalista se dirigió en un barco a Orán y de allí marchó a Lisboa.

## La colonia del Progreso en Bolivia
En la capital portuguesa se unió a una expedición a Bolivia que pretendía establecer una colonia de librepensadores en un territorio ofrecido por el gobierno de esa nación y situado en una zona selvática de los Andes próxima a Chile. La expedición partió en 1874 y estaba formada por cincuenta y siete colonos europeos y como líderes iban un ingeniero portugués llamado Carabalho, un boliviano llamado Daza y el propio Hernández Ardieta como jefe de contabilidad. Tras un largo camino fundaron la colonia llama El Progreso en unos terrenos que eran muy fértiles, lo que les permitió su explotación aunque el mayor inconveniente eran las dificultades en las comunicaciones ante la lejanía de las ciudades. Durante diez años estuvo funcionando esta colonia, llegando a alcanzar casi dos mil familias, pero en 1884 tras el estallido de la guerra del Pacífico tuvo que abandonarse al irrumpir las tropas en la misma; aunque Hernández Ardieta siempre culpó a los jesuitas de instigaciones para su expulsión. Tras una azarosa huida por diversos ríos amazónicos llegó a Brasil y desde allí de nuevo a Lisboa, en pocos días regresó a Murcia con su mujer y sus dos hijos estableciéndose en Balsicas, pedanía de San Javier.

## Su actividad periodística
Hernández Ardieta expresaba sus ideas liberales y anticlericales en tertulias, pero también a través de la prensa, de este modo durante su estancia en La Unión fundó un periódico llamado El faro unionense. Asimismo había estado colaborando con diversos periódicos liberales como La correspondencia catalana, El País, El Diluvio o La publicidad; pero fue tras su regreso a Murcia cuando comenzó a trabajar como redactor jefe del semanario anticlerical El Profeta y el 3 de enero de 1886 aparece como director del bisemanario El libre pensamiento, creado por el Ateneo murciano y la Sociedad de Amigos del Progreso. Esta publicación aparece en un momento en el que los tres diarios principales en Murcia son: La Paz, Diario de Murcia, que mantenían una línea de tipo conservador y Región de Levante con un anticlericalismo moderado; a partir del momento de la aparición de esta publicación surgieron importantes polémicas de Hernández Ardieta con los mismos, especialmente con José Martínez Tornel que en su diario mantenía bastantes rasgos ideológicos del catolicismo murciano. 
A causa de sus escritos y manifestaciones anticlericales, tanto orales como escritas, el obispo Tomás Bryan y Livermore le excomulgó el 9 de abril de 1886. Tras su excomunión se marchó a Barcelona donde escribió varios libros y por recomendación de Giner de los Ríos dirigió la Institución Libre de Enseñanza en Sabadell.
El 23 de marzo de 1904 realizó un escrito titulado Retractación y abjuración del sacerdote doctor José Hernández-Ardieta, que fue admitido reponiéndose su condición sacerdotal y se fue a vivir al seminario diocesano de las Corts, donde publicó un diccionario de teología. El 25 de junio de 1912 falleció en Barcelona con 74 años de edad.

## Libros publicados
- Hernández Ardieta, J. (1898). Química Biológica aplicada a la higiene y a la patología humana. Barcelona.
- Hernández Ardieta, J. Anales de las ciencias médicas : resumen y examen crítico de los progresos y trabajos de interés e importancia relativos a los nuevos tratamientos de las enfermedades. Traducción de la Obra de J. Mitchell Bruce.
- Hernández Ardieta, J. ¡Cien años de vida sana!. La longevidad o arte de vivir mucho tiempo sin molestias ni enfermedades.
- Hernández Ardieta, J. (1902). Sugestión. Su importancia religiosa moral y jurídica. Estudio psicofisiológico.
- Hernández Ardieta, J. Religión y el progreso humano.
- Hernández Ardieta, J. (1886). Historia de una excomunión. Episodio de la lucha contemporánea entre el libre pensamiento y el clericalismo,. Murcia, Tipografía de R. Albaladejo. OCLC 34158687.
- Hernández Ardieta, J. (1894-95). Memorias íntimas de un librepensador o conflictos entre la razón y el dogma. 2 vol.
- Hernández Ardieta, J. El catolicismo juzgado por la Filosofía,.
- Hernández Ardieta, J. El absurdo religioso.
- Hernández Ardieta, J. Examen crítico de la cosmogonía judeocristiana.
- Hernández Ardieta, J. (1904). Diccionario enciclopédico de la Teología católica. Traducción de la obra de Wetzar y Welter.
- Hernández Ardieta, J. La moral filosófica  (sobre la masonería).